# Niphanda formosensis
Niphanda formosensis är en fjärilsart som beskrevs av Matsumura 1929. Niphanda formosensis ingår i släktet Niphanda och familjen juvelvingar. Inga underarter finns listade i Catalogue of Life.